# 什羅卡巴爾卡 (別利亞耶夫卡區)

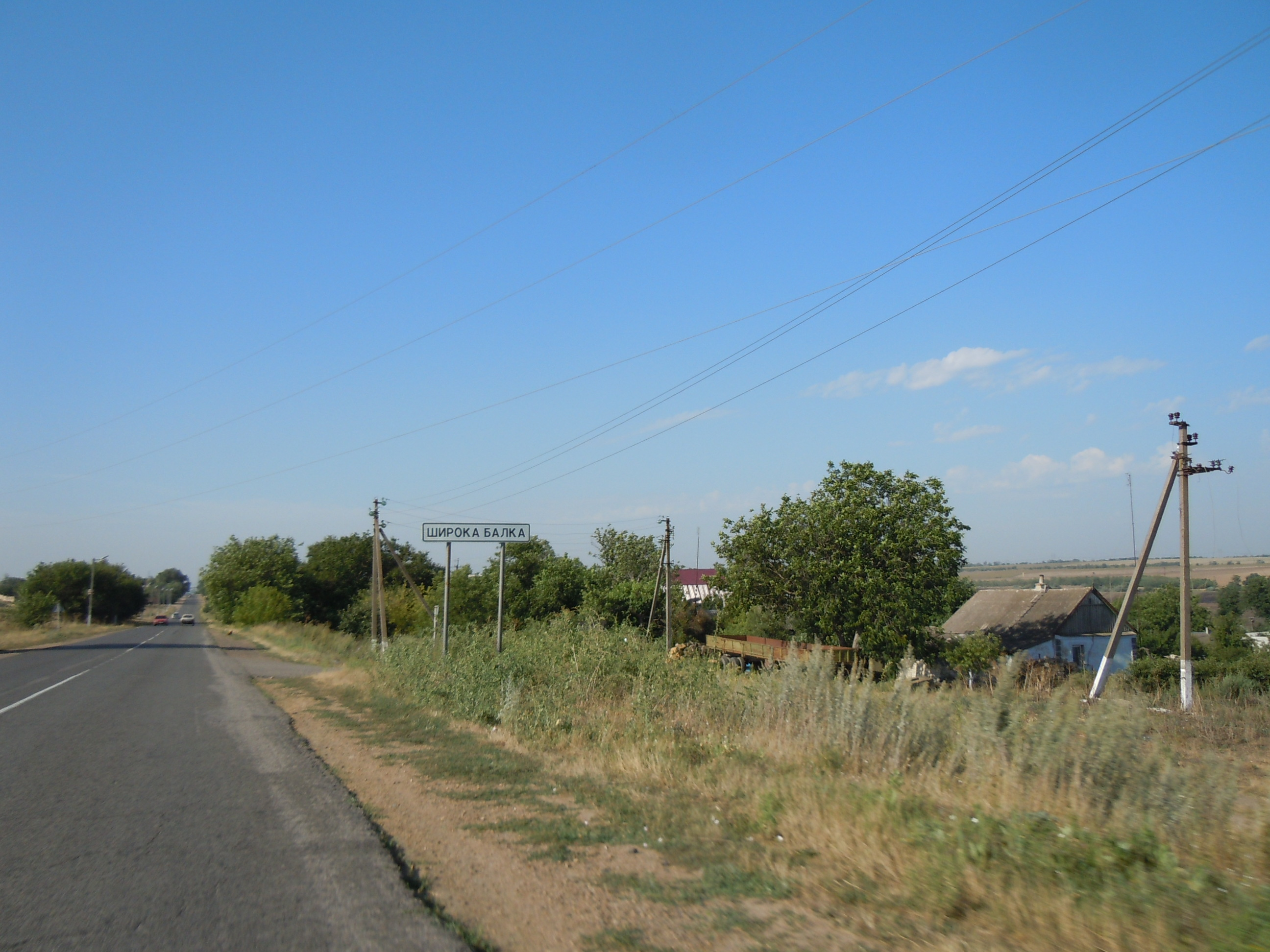

46°32′3″N 30°21′22″E / 46.53417°N 30.35611°E
希羅卡-巴爾卡（烏克蘭語：Широка Балка）是位於烏克蘭西南部的村莊，由敖德萨州敖德萨区的比利亞伊夫卡市鎮負責管轄。該村始建於1944年，面積0.7平方公里，海拔高度62米，2001年人口731，人口密度每平方公里1,044.29人。